# Юровський Леонід Наумович
Леонід Наумович Юровський (рос. Леонид Наумович Юровский, уродж. Леон Наумович Юровський (рос. Леон Наумович Юровский; 24 октября 1884, Одеса — 17 сентября 1938, Комунарка) — російський економіст.

## Життєпис
Народився в сім'ї купця I гільдії Наума Яковича Юровського (1839-1907) і Берти Моїсеївни (до шлюбу Мендрахович, 1852-?). 1 серпня 1895 року зарахований відразу до другого класу 2-ї Одеської гімназії, закінчив її із золотою медаллю (з однією четвіркою з географії). 5 липня 1902 року в Софійському кафедральному соборі в Києві прийняв православне хрещення. У 1902 зарахований до Санкт-Петербурзького політехнічного інституту за електромеханічною спеціальністю. Але 5 листопада того ж року за підтримки завідувача кафедри статистики Олександра Чупрова переведений на економічне відділення. Після закінчення інституту відряджений за кордон: як відмінного студента з 1 березня до 1 вересня 1905 року відряджений слухати лекції до Берлінського університету. Навчався також в університеті Мюнхена. 21 травня 1908 року захистив підсумкову роботу на тему «Російський хлібний ринок. Досвід статистичного дослідження» у Петербурзькому політехнічному інституті. У 1910 захистив докторську дисертацію в Мюнхенському університеті. За словами Петра Струве, «найближчий учень професорів Економічного Відділення Петроградського Політехнічного Інституту і Брентано».
З 1907 по 1918 рік співпрацював з московською газетою «Русские Ведомости». Викладав політекономію в Московському комерційному інституті та економічну політику в Народному університеті імені Шанявського. Наприкінці 1915 року його призвали на військову службу, отримав чин прапорщика, командував артилерійською батареєю на румунському фронті.
У серпні 1917 призначений керівником Особливим статистико-економічним відділом міністерства продовольства Тимчасового уряду. Жовтневий переворот зустрів вороже. У листопаді 1917 переїхав до Саратова, де працював до осені 1921 професором, деканом факультету суспільних наук Саратовського університету, ректором організованого в 1918 інституту народного господарства, членом губернської планової комісії. Там же в 1919 році видав монографію «Нариси з теорії ціни», що отримала високу оцінку Петра Струве.
Восени 1921 року Юровський переїхав до Москви, був призначений завідувачем відділу іноземної статистики Центрального статистичного управління (ЦСУ). У Петровській сільськогосподарській академії почав читати курс «Торгівля сільськогосподарськими продуктами і торговельна політика». Опублікований 1922 року його статистичний огляд «Світовий ринок пшениці» став суттєвим явищем у науці про світові ринки сільськогосподарської продукції.
Увійшов до числа фахівців із грошового обігу, яких з осені 1921 року залучав уряд для підготовки грошової реформи. З 10 серпня 1922 заступник начальника валютного управління Наркомфіну, до сфери діяльності якого входило регулювання всієї грошової політики. У липні 1923 року став начальником валютного управління. У лютому 1926 року призначений членом колегії Наркомфіну незважаючи на те, що залишався безпартійним.
Борис Бажанов згадував:
...Народний комісар фінансів Сокольніков, який проводить чергову реформу, представляє на затвердження Політбюро призначення членом колегії Наркомінфіну і начальником валютного управління професора Юровського. Юровський — не комуніст, Політбюро його не знає. Хтось із членів Політбюро запитує: «Сподіваюся, він не марксист?» — «Що ви, що ви, — поспішає відповісти Сокольніков, — валютне управління, там треба не язиком базікати, а вміти справу робити». Політбюро затверджує Юровського без заперечень.
У 1930 році заарештований у справі «Трудової селянської партії» і в 1932 засуджений колегією ОДПУ до 8 років тюремного ув'язнення. Утримувався в Суздальському політізоляторі. Наприкінці 1934 року активований (звільнений через хворобу). При цьому йому було заборонено жити в 15 найбільших містах. Оселився в селищі Середа Іванівської області, влаштувався там на роботу бухгалтером. З кінця 1936 року отримав дозвіл на життя в Москві. Заробляв перекладами, працював консультантом у планово-економічному відділі «Севморпуть». 27 грудня 1937 року знову заарештований. 17 вересня 1938 року засуджений за звинуваченням у контрреволюційній діяльності і того ж дня розстріляний. Місце поховання — розстрільний полігон «Комунарка». Реабілітований 1 червня 1963 року Військовою колегією Верховного Суду СРСР.

## Адреса
- 1903 — Одеса, вул. Грецька, 50
- 1937 — Москва, Малий Ніколопєсковий пров., д. 11, кв. 18[10]